# Atysa brevithorax
Atysa brevithorax es un insecto coleóptero de la familia Chrysomelidae.
Fue descrita científicamente por primera vez en 1928 por Pic.